# 643 Scheherezade
643 Scheherezade eller 1907 ZZ är en asteroid upptäckt 8 september 1907 av den tyske astronomen August Kopff i Heidelberg. Asteroiden har fått sitt namn efter Scheherazade i Tusen och en natt.
Den tillhör asteroidgruppen Cybele.